# Liste der Monuments historiques in Genouilleux
Die Liste der Monuments historiques in Genouilleux führt die Monuments historiques in der französischen Gemeinde Genouilleux auf.

## Liste der Bauwerke
| Bezeichnung                   | Beschreibung                  | Standort | Kennzeichnung | Schutzstatus | Datum | Bild           |
| ----------------------------- | ----------------------------- | -------- | ------------- | ------------ | ----- | -------------- |
| Turm des Schlosses Chavagneux | Erbaut ab dem 12. Jahrhundert | (Lage)   | PA00116405    | Inscrit      | 1942  | weitere Bilder |

## Liste der Objekte
- Monuments historiques (Objekte) in Genouilleux in der Base Palissy des französischen Kultusministeriums